# The Wasps
The Wasps (in italiano Le vespe) è una musica di scena di Ralph Vaughan Williams.
La prima rappresentazione avvenne il 26 novembre 1909 presso il Trinity College di Cambridge. Fu seguita da una serie di spettacoli il 27, 29 e 30 novembre e il 1º dicembre.
Per questo lavoro basato sulle musiche di scena, nel 1909 Ralph Vaughan Williams scrisse anche una suite separata per orchestra, vale a dire Le vespe, suite di Aristofane in cinque movimenti, che venne eseguita per la prima volta il 23 luglio 1912 alla Queen's Hall di Londra dalla New Symphony Orchestra diretta dal compositore stesso.

## Le vespe
Le musiche di scena di The Wasps sono basate sulla traduzione inglese di H. J. Edwards della commedia greca antica Le vespe di Aristofane. Fu commissionata a Vaughan Williams dal Comitato della Commedia Greca dell'Università di Cambridge, probabilmente nel giugno 1908, quando diresse Toward the Unknown Region a Cambridge. Ralph Vaughan Williams stesso fu un alunno di quest'università. L'opera è composta da:
1. Ouverture
2. Parte I: Introduzione (Notturno). Adagio molto
3. Melodramma e Coro. Allegro vivace
4. Serenata delle vespe. Moderato
5. Coro. Allegro molto
6. Coro. Molto moderato
7. Melodramma e Coro. Allegro
8. Melodramma e Coro. Moderato
9. Parte II: Intermezzo e Introduzione. Molto moderato
10. Melodramma e Coro. Andante con moto
11. Sfilata dei testimoni. Moderato alla marcia
12. Parabasi. Moderato - largamente - allegro moderato - molto vivace - allegro scherzando - andantino
13. Parte III: Intermezzo. Andante con moto
14. Introduzione. Adagio (c'è anche una 14a che dice: "Ripetere il n° 13 dalla lettera E.")[3]
15. Melodramma. Moderato alla marcia
16. Coro. Moderato piacevole
17. Melodramma. Allegro — qui il compositore scrisse: "Basato su una canzone popolare della zona di Cambridge."[4]
18. Coro e Danza. Molto vivace - moderato - allegro vivace - allegro vivacissimo - presto - molto moderato

L'orchestra era formata da ventitré studenti, integrati dal pianista-compositore James Friskin (che suonò i timpani), guidati da Haydn Inwards. Tutto l'insieme fu diretto da Charles Wood, che esercitò il coro. Gli attori erano studenti di vari "college", come il Trinity Laban Conservatoire of Music and Dance, il Christ's College, il Gonville and Caius College, il King's College London, il Jesus College e il Corpus Christi College.

## Le vespe, suite di Aristofane in cinque movimenti
Nel 1909 Ralph Vaughan Williams scrisse una suite a parte, che si basò interamente sulle musiche di scena. Le parole furono omesse. Alla fine scrisse una suite in cinque parti:
1. Ouverture. Allegro vivace — L'ouverture è di gran lunga la parte più famosa della suite.
2. Intermezzo. Molto moderato
3. March-Past of the Kitchen's Utensils.
4. Intermezzo. Andante
5. Balletto e Quadro Finale

L'esecuzione del 23 luglio 1912 fu presenziata dal re Giorgio V e della regina Mary.